# Jason Jones (programador)
Jason Jones (nascido em 1 de junho de 1971) é um desenvolvedor e programador de jogos eletrônicos que co-fundou o estúdio de videogame Bungie com Alex Seropian em 1991. Jones começou a programar em computadores Apple no ensino médio, montando um jogo multiplayer chamado Minotaur: The Labyrinths of Crete. Enquanto cursava a Universidade de Chicago, Jones conheceu Seropian e os dois formaram uma parceria para publicar o Minotaur.
Após o modesto sucesso de Minotaur, Jones programou o próximo jogo da Bungie, Pathways Into Darkness, e trabalhou no código, design de níveis e desenvolvimento de histórias para as séries Marathon e Myth da Bungie. Nos próximos projetos da Bungie, Halo: Combat Evolved e Halo 2, Jones assumiu um papel mais gerencial como líder do projeto. Ele atuou como diretor no videogame de 2014 Destiny.

## Início de vida
Jones se interessou por programação no ensino médio e aprendeu o Applesoft BASIC e o 6502 Assembly em um computador Apple II séries. Quando a Apple lançou sua linha Macintosh, a família de Jones comprou um Macintosh 128K, mas Jones nunca programou muito nele. Após o colegial, Jones conseguiu um trabalho de programação em uma empresa de design assistido por computador em PCs, antes de ir para a faculdade no ano seguinte. Em seu tempo livre, Jones disse que tudo o que ele fez no Apple II foi escrever jogos, "e parecia lógico continuar no Mac", disse ele. "A primeira coisa que fiz no Mac foi portar um jogo de modem que eu escrevi chamado Minotaur, do 6502 Assembly no Apple II para o MPW C no Mac. Eu ainda estava terminando isso quando cheguei na faculdade. Naquela época, eu sabia que queria escrever jogos."

## Bungie
Jones conheceu Alex Seropian em seu segundo ano na Universidade de Chicago, estudando ciência da computação. Em 1991, Seropian fundou a Bungie e publicou seu próprio jogo, Operation: Desert Storm. Seropian estava procurando outro jogo para publicar, e eles decidiram trabalhar juntos para terminar Minotaur. Enquanto Seropian fazia design e marketing, Jones terminou a programação. Minotaur: The Labyrinths of Crete lançado em abril de 1992; enquanto o jogo vendia apenas cerca de 2.500 cópias (exigia um modem então raro para jogar em rede), desenvolveu um número dedicado de seguidores. Após a publicação do Minotaur, Jones e Seropian formaram uma parceria; "O que eu mais gostei nele foi que ele nunca desperdiçou dinheiro", disse Jones sobre seu parceiro.
A Bungie focou na plataforma Mac devido à familiaridade com a plataforma e facilidade de uso. "O mercado de PCs era realmente cruel, mas o mercado de Macs era amigável e falho. Por isso, era mais fácil competir", disse Jones. Após o Minotaur, a Bungie começou a trabalhar em uma versão gráfica em 3D do jogo, mas percebeu que o formato do jogo não era adequado para um ambiente 3D. Em vez disso, Jones e Seropian escreveram uma história totalmente nova para o que se tornou Pathways Into Darkness. Como a Bungie não tinha dinheiro e Jones era o único com tempo disponível, ele sozinho codificou o jogo em um Mac IIfx, passando tarefas de arte para seu amigo Colin Brent. Pathways teve sucesso o suficiente para que a Bungie se mudasse de um apartamento de um quarto para um escritório de verdade.
O próximo projeto de Bungie começou como uma atualização do Pathways, mas evoluiu para um jogo de tiro de ficção científica, Marathon. O jogo incluía gráficos de última geração, multiplayer em rede e suporte a voz, e ganhou vários prêmios ao ser lançado em 1994. Jones lembrou que ficou surpreso que alguém já tenha completado o jogo e procurou reparar algumas de suas falhas com a sequência Marathon 2: Durandal, que também foi lançada para PCs com Windows. A série Marathon foi seguida por uma série de jogos de estratégia em tempo real, começando com Myth: The Fallen Lords em 1996.
A Bungie continuou a se expandir e, em 1997, começaram os trabalhos em um novo projeto, com o codinome Blam! (Jones havia mudado o nome de Monkey Nuts porque não conseguiu contar à mãe sobre o novo jogo com esse título.)  Blam! evoluiu de um jogo de estratégia em tempo real para um jogo de tiro em terceira pessoa e depois para um jogo de tiro em primeira pessoa chamado Halo: Combat Evolved. O papel de Jones no desenvolvimento era diferente de Marathon and Myth, onde Jones estava envolvido no desenvolvimento de mais da metade dos níveis e na maior parte da história. Em vez disso, ele era o líder do projeto e um gerente, mal fornecendo qualquer código para o jogo. Ele lia jornais de guerra de autores como John Kinkaid e Winston Churchill.
Em 2000, a Microsoft adquiriu a Bungie, transferindo a equipe de Chicago para o Estado de Washington. Jones lembrou que a compra foi um "borrão [...] Conversamos com pessoas há anos e anos - antes mesmo de publicarmos Marathon, a Activision fez uma oferta séria [para nos comprar]. Mas a chance de trabalhar no [console Microsoft Xbox] - a chance de trabalhar com uma empresa que levou os jogos a sério. Antes disso, preocupávamos que seríamos comprados por alguém que só queria portes para Mac ou não fazia ideia." Na mesma época, uma falha nas versões do Myth II apagou completamente o disco rígido de um jogador; isso levou a um recall maciço dos jogos logo antes do lançamento, custando à Bungie quase um milhão de dólares. O compositor Martin O'Donnell disse que esse recall criou incerteza financeira no estúdio, embora aceitar a oferta não fosse algo que "a Bungie tivesse que fazer". Jones e Seropian se recusaram a aceitar a oferta da Microsoft até que todo o estúdio concordasse com a compra.
Combat Evolved foi um enorme sucesso, vendendo mais de um milhão de unidades nos primeiros seis meses e impulsionando as vendas do Xbox. Jones liderou a equipe de desenvolvimento que criou sua sequência, Halo 2, e atuou como diretor em uma nova série de videogames, Destiny. Ele foi listado na Next Generation Magazine no top 100 Developers em 2006 e 2007.
Após o lançamento de Halo 2, Jones tirou um sabático da Bungie, sem saber se ele queria continuar fazendo jogos. Quando Jones voltou, seu envolvimento com Halo começou a diminuir, pois Jones tendia a "não gostar" de sequências. Ele desejava construir uma nova propriedade intelectual. Jones trabalhou em estreita colaboração com a colega Jaime Griesemer, que estava trabalhando em seu próprio projeto interno chamado "Dragon's Tavern", que Griesemer descreveu como um "jogo de fantasia em terceira pessoa" sendo o presidente, ele era o acionista majoritário e sua visão do estúdio era sua a única a decidir. No final, Jason conseguiu o que queria no próximo projeto do estúdio e trabalhou com Griesemer para combinar suas ideias de "Dragon's Tavern" com o que seria Destiny. À medida que o desenvolvimento continuava, e com a saída de Griesemer, a equipe de roteiristas liderada por Joseph Staten havia criado um "Super-Cut", que era essencialmente um resumo da história do jogo. O super corte foi mal recebido por Jones e pelo resto do estúdio. Pouco tempo depois, Jones decidiu abandonar o trabalho da equipe de escritores e efetivamente reescrever a história muito tarde em produção com Marty O'Donnell, acreditando que não era viável e quase impossível de concluir. Sabendo que o jogo estava em perigo com a proposta de reiniciar a história, Jones formou um grupo chamado "Iron Bar", composto pelo diretor de arte Christopher Barrett, pelo designer Luke Smith e pelo escritor Eric Raab, um experiente editor de livros. Jones e o resto da Bungie continuaram lançando Destiny em 9 de setembro de 2014, com uma recepção morna.
Hoje, Jones é o diretor de criação da Bungie, construindo novos mundos com um investimento da empresa chinesa NetEase.